# トゥクリングラ山脈
トゥクリングラ山脈（トゥクリングラさんみゃく、Тукури́нгра）はロシア極東アムール州にある全長230kmの山脈で、ヤンカン－トゥクリングラ－ソクタハン－ジャグドゥイ山脈帯の一部。最大標高1604m。
上ゼーヤ平地とアムール＝ゼーヤ平地を区切る。
変成した頁岩と砂岩で構成される。金、辰砂、鉄、その他鉱石が埋蔵されている。地震が多い。
氷河の痕跡に沿った中山地帯が特徴的。カラマツとカバノキの山林にシナノキ、チョウセンゴミシなどの植物からなる満州の生物種が点在する。その上にはハイマツが育ち、更に上は石の地面。
山脈の東部にはゼイスキー自然保護区がある。
山脈を利用してゼーヤ川にゼイスカヤ水力発電所が設置されている。